# KL Neckarelz
 (août 2022).
La mise en forme du texte ne suit pas les recommandations de Wikipédia : il faut le « wikifier ».
Les points d'amélioration suivants sont les cas les plus fréquents. Le détail des points à revoir est peut-être précisé sur la page de discussion.
- Les titres sont pré-formatés par le logiciel. Ils ne sont ni en capitales, ni en gras.
- Le texte ne doit pas être écrit en capitales (les noms de famille non plus), ni en gras, ni en italique, ni en « petit »…
- Le gras n'est utilisé que pour surligner le titre de l'article dans l'introduction, une seule fois.
- L'italique est rarement utilisé : mots en langue étrangère, titres d'œuvres, noms de bateaux, etc.
- Les citations ne sont pas en italique mais en corps de texte normal. Elles sont entourées par des guillemets français : « et ».
- Les listes à puces sont à éviter, des paragraphes rédigés étant largement préférés. Les tableaux sont à réserver à la présentation de données structurées (résultats, etc.).
- Les appels de note de bas de page (petits chiffres en exposant, introduits par l'outil «  Source ») sont à placer entre la fin de phrase et le point final[comme ça].
- Les liens internes (vers d'autres articles de Wikipédia) sont à choisir avec parcimonie. Créez des liens vers des articles approfondissant le sujet. Les termes génériques sans rapport avec le sujet sont à éviter, ainsi que les répétitions de liens vers un même terme.
- Les liens externes sont à placer uniquement dans une section « Liens externes », à la fin de l'article. Ces liens sont à choisir avec parcimonie suivant les règles définies. Si un lien sert de source à l'article, son insertion dans le texte est à faire par les notes de bas de page.
- La présentation des références doit suivre les conventions bibliographiques. Il est recommandé d'utiliser les modèles {{Ouvrage}}, {{Chapitre}}, {{Article}}, {{Lien web}} et/ou {{Bibliographie}}. Le mode d'édition visuel peut mettre en forme automatiquement les références.
- Insérer une infobox (cadre d'informations à droite) n'est pas obligatoire pour parachever la mise en page.

Pour une aide détaillée, merci de consulter Aide:Wikification.
Si vous pensez que ces points ont été résolus, vous pouvez retirer ce bandeau et améliorer la mise en forme d'un autre article.

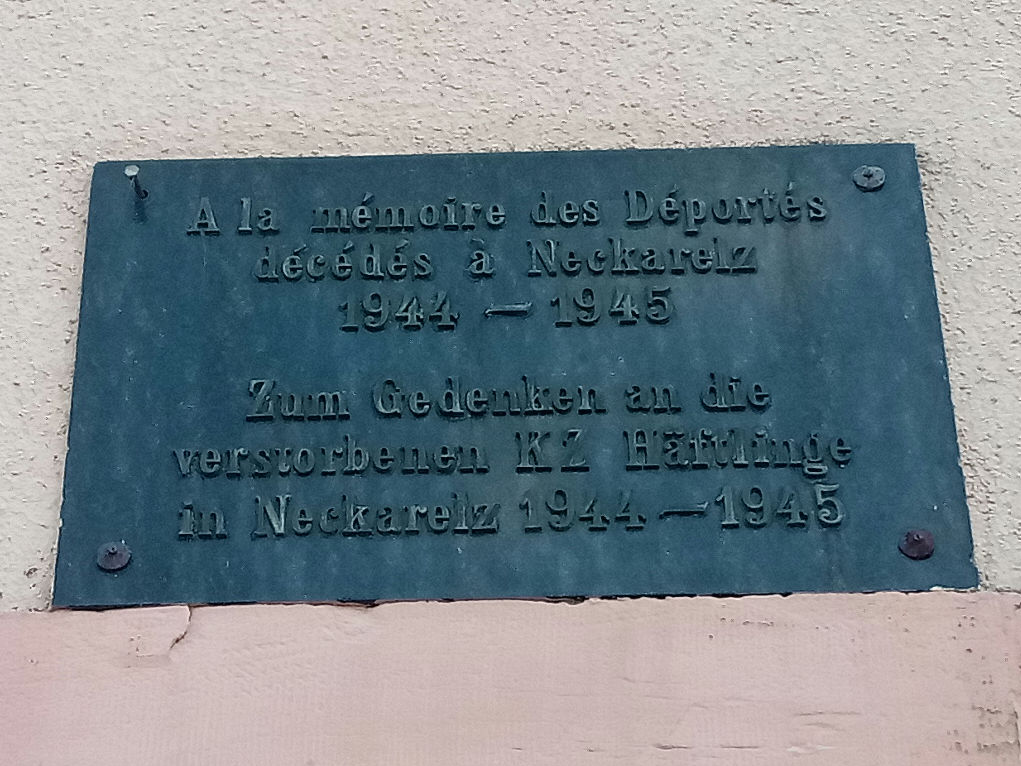
Plaque commémorative du camp de concentration de Neckarelz

Le KL Neckarelz, ou camp de concentration de Neckarelz, a été installé à Neckarelz (auj. Mosbach-N) un camp annexe du camp de concentration de Natzweiler-Struthof. Les déportés ont logé dans une école qu'il leur avait fallu transformer en camp. Ils ont dû creuser des locaux de fabrication dans une mine de gypse.
Dans cette usine souterraine située à Obrigheim, environ 10 000 prisonniers ont travaillé à la fabrication de moteurs de bombardiers pour le compte de Daimler-Benz.
Fait unique dans l'histoire concentrationnaire, Natzweiler est le seul KL (KL pour Konzentrationslager, en français : camp de concentration) qui continue à fonctionner, via ses camps annexes, après l'évacuation du camp principal (La groupe de Neckarlager: Neckarelz, Neckargartach, Neckargerach, Bad Rappenau, Neckarelz II, Asbach, Neckarbischofsheim). La SS-Kommandantur des camps était au château de Binau et à la mairie de Guttenbach (près de Neckargerach).
Seulement 900 d'entre eux ont été libérés en avril 1945 par les forces alliées. Il y a eu une marche de la mort vers le KL Dachau (Munich).